# Diamenty są wieczne (film)
Diamenty są wieczne (ang. Diamonds Are Forever) – brytyjski film szpiegowski z 1971, siódmy film wytwórni EON Productions o przygodach agenta Jamesa Bonda, oparty na czwartej powieści o Bondzie, autorstwa Iana Fleminga. Po raz szósty w rolę agenta 007 wcielił się Sean Connery. Był to powrót Connery’ego do roli Jamesa Bonda, którego w poprzedniej części zagrał George Lazenby. Na świecie film zarobił 116 mln dolarów, obejrzało go 70 mln widzów.

## Fabuła
James Bond ściga Ernsta Stavro Blofelda, którego chce dopaść za wszelką cenę po śmierci swojej żony Tracy de Vincenzo. Podróżuje do Japonii, a następnie do Kairu, gdzie dowiaduje się o tym gdzie może ukrywać się Blofeld. 007 udaje się do kryjówki Blofelda i zabija go, a przynajmniej tak mu się wydaje, wychodzi bowiem na jaw, że Ernst Stavro Blofeld dokonał operacji plastycznej twarzy i wygląda kompletnie inaczej, a poza tym zatrudnił wielu identycznych sobowtórów. Po powrocie do Londynu, 007 w siedzibie MI-6 dowiaduje się od M, że w ostatnim czasie w tajemniczych okolicznościach giną m.in. w RPA, przemytnicy diamentów. Zdaniem M, ktoś celowo magazynuje diamenty w niewiadomym celu. Jak przypuszcza M, po pewnym czasie wielka ilość diamentów zostanie uwolniona na rynek powodując ogromny spadek cen kamieni, nie jest jednak tego pewien. James Bond dostaje za zadanie rozpracowania siatki przemytników diamentów i rozwikłania zagadki, kto i dlaczego magazynuje diamenty. 007 wyrusza do Amsterdamu, światowego centrum szlifierzy diamentów. Bond podaje się tam za przemytnika diamentów Petera Franksa, który ma przekazać zgromadzone diamenty Tiffany Case, która z kolei ma je przeszmuglować dalej. Bond zabija prawdziwego Petera Franksa, który również pojawia się na miejscu i zamienia karty tożsamości, tak, że Tiffany uważa że "Franks" zabił ... Jamesa Bonda. Bond i Tiffany wyruszają do Los Angeles, a diamenty ukrywają w trumnie z Peterem Franksem. Następnie z urną zawierającą diamenty odzyskane po kremacji Franksa wyruszają do Las Vegas. Tam diamenty przekazywane są komikowi Shady'emu Tree, tymczasem Bond cudem unika skremowania żywcem po tym jak zostaje ogłuszony na cmentarzu przez Winta i Kidd'a zabójców przemytników. Proces "kremacji" Bonda przerywa Shaddy Tree, który odkrywa, że przekazane mu diamenty to podróbki, które Bond wcześniej zamienił. Bond wyrusza do Las Vegas, gdzie pracuje Shady Tree. Tam na miejscu odkrywa, że Tree również został zabity przez Winta i Kidda, którzy przechwycili od niego fałszywe diamenty z czego nie zdają sobie sprawy. Bond przy stole do gry w kości spotyka w kasynie Plenty O'Toole, z którą planuje spędzić noc. W pokojowym hotelu nakrywają ich gangsterzy, którzy wyrzucają Plenty przez okno do basenu. Na miejscu pojawia się tez Tiffany Case, która ma wydobyć od Bonda informacje co zrobił z prawdziwymi diamentami. 007 obiecuje Tiffany, że jej o tym powie. Tiffany ma przechwycić diamenty w Circus Casino co robi i przekazać je kolejnemu przemytnikowi. Widząc jednak, że Plenty O'Toole została w międzyczasie zamordowana, ponieważ zabójcy myśleli, że to Tiffany, postanawia zerwać z siatką przemytników i przyłączyć się do Bonda. Oboje jadą na lotnisko przekazując prawdziwe diamenty niejakiemu Bertowi Saxby'emu, który zawozi je do kolejnego punktu – tajnego laboratorium w Dolinie Nevady.

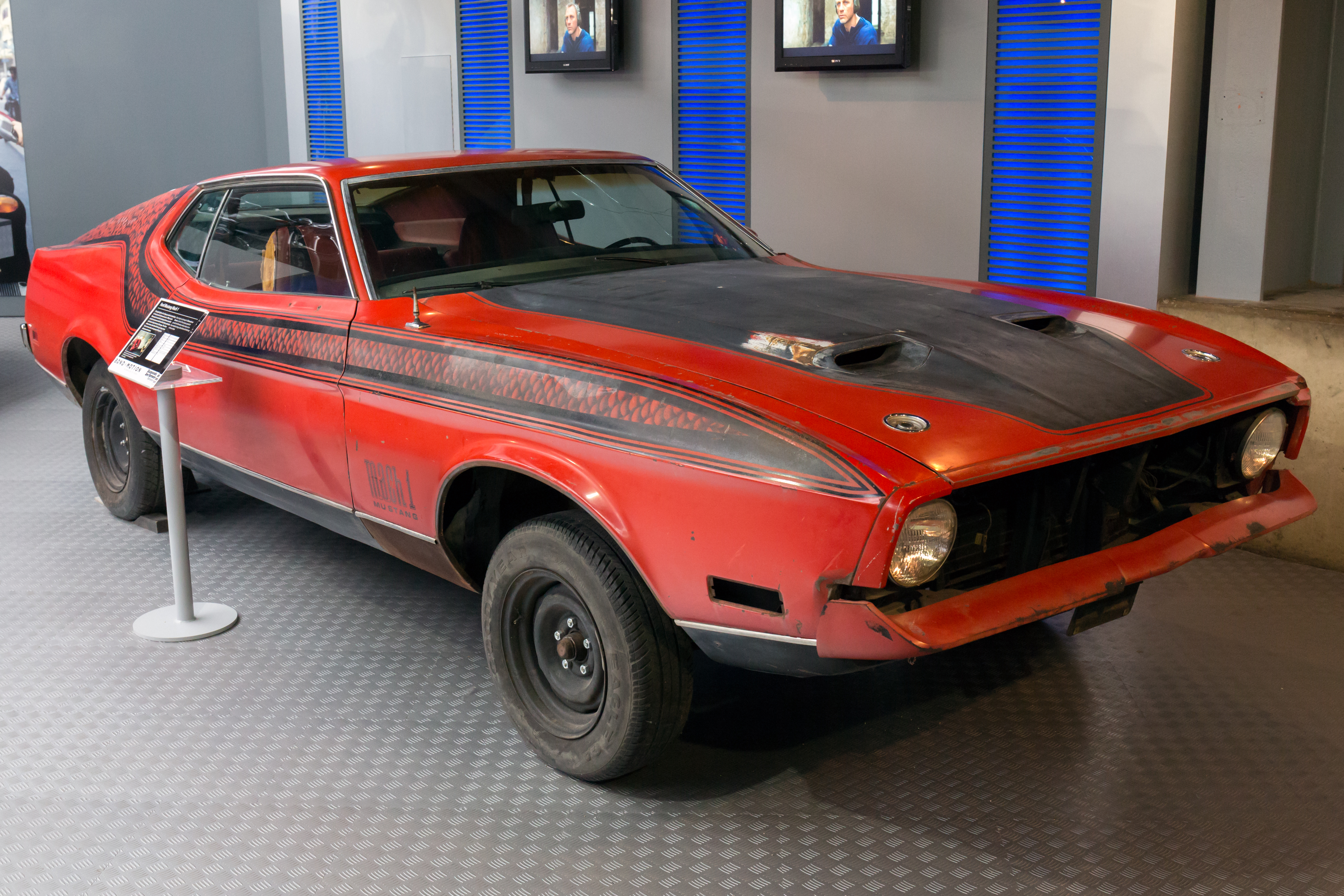
Ford Mustang Mach 1 – samochód Bonda w filmie.

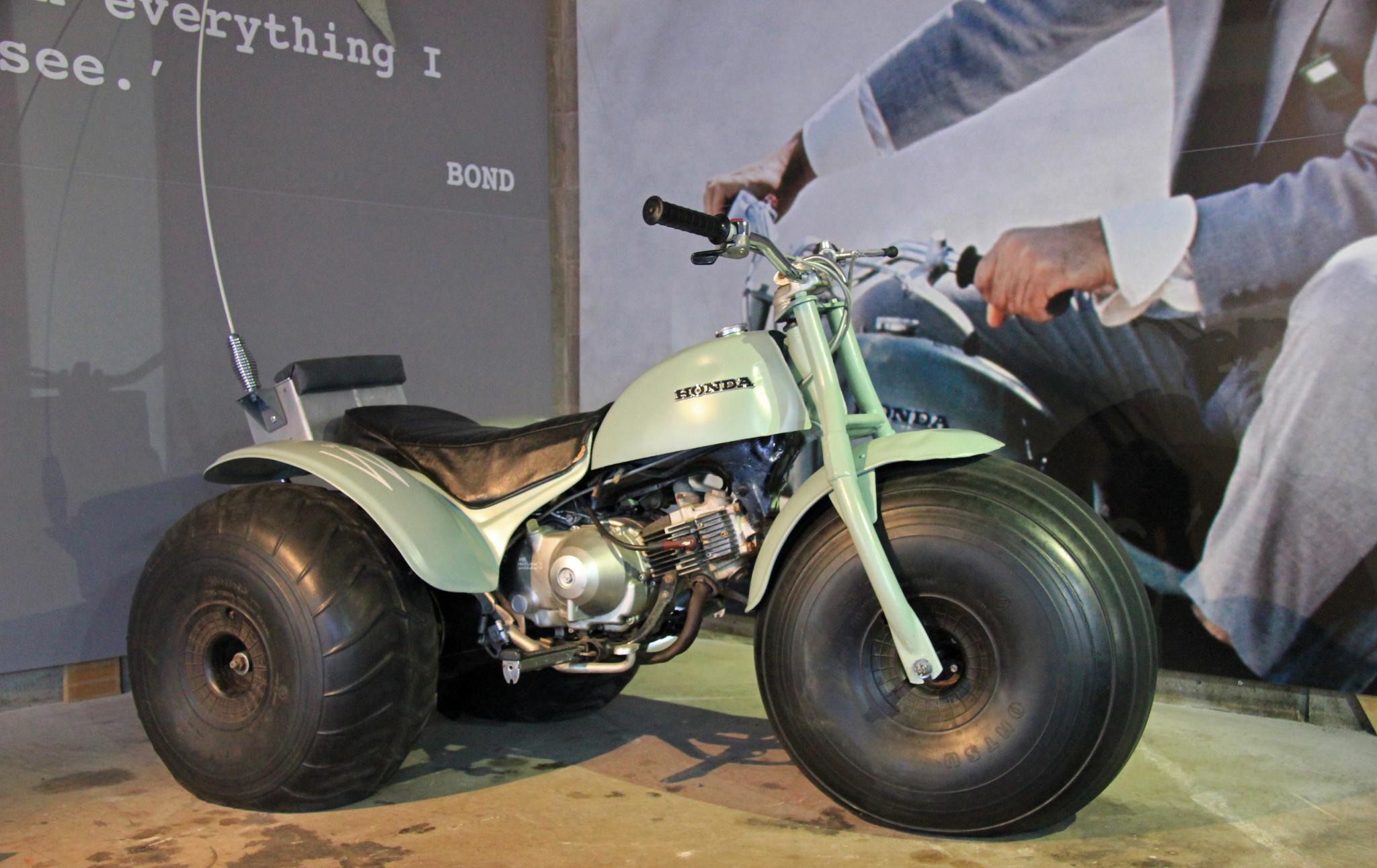
Skuter Honda US90 użyty w scenie ucieczki z laboratorium w Nevadzie w filmie "Diamenty są wieczne".

Bond śledzi Saxby'ego – dostaje się w ten sposób do laboratorium, gdzie jak odkrywa budowany jest nowy satelita, Bond ucieka z laboratorium za pomocą jednego z księżycowych pojazdów. Bond i Tiffany wracają do Las Vegas, gdzie 007 chce się spotkać z Willardem Whyte'em – właścicielem Circus Casino, który może być odpowiedzialny za cały przemyt. Bond dostaje się na ostatnie piętro budynku, gdzie spotyka... Ernsta Stavro Blofelda i wielu jego sobowtórów. Bond zabija Blofelda lub jednego z jego sobowtórów, następnie ogłuszony przez Winta i Kidda pracujących dla Blofelda budzi się pośrodku pustyni w wewnątrz wielkiego rurociągu. Bond ucieka, następnie dzwoni do Blofelda wykorzystując zmieniacz głosowy, którego sam Blofeld używał podając się za Willarda Whyte'a. Bond podaje się za Saxby'ego i podstępem dowiaduje się gdzie przetrzymywany jest prawdziwy Willard Whyte. W międzyczasie Blofeld porywa Tiffany Case. Bond uwalnia prawdziwego Willarda Whyte'a, pokonując wcześniej dwie zabójczynie: Bambi i Thumper. Z pomocą Whyte'a Bond odkrywa plan Blofelda: magazynowanie diamentów posłużyło do skonstruowania satelity, który skupiając światło słoneczne za ich pomocą może zniszczyć każdy cel na Ziemi. Blofeld za pomocą satelity niszczy część arsenałów nuklearnych Chin, USA i ZSRR, a następnie chce zorganizować wielką licytację między mocarstwami, której stawką ma być globalna nuklearna supremacja. Wilard Whyte i Bond identyfikują miejsce pobytu Blofelda – to jedna z platform wiertniczych na oceanie. Bond udaje się tam by ostatecznie udaremnić plany Ernsta Stavro Blofelda i uwolnić Tiffany.

## Obsada
- Kapsuła ratunkowa Blofelda w filmie "Diamenty są wieczne"Moonbuggy użyty w filmieSean Connery – James Bond
- Jill St. John – Tiffany Case
- Charles Gray –
  - Ernst Stavro Blofeld,
  - sobowtóry Blofelda
- Norman Burton(inne języki) – Felix Leiter(inne języki)
- Bruce Glover – pan Wint
- Putter Smith(inne języki) – pan Kidd
- Joseph Fürst(inne języki) – dr Metz
- Jimmy Dean(inne języki) – Willard Whyte
- Bruce Cabot(inne języki) – Bert Saxby
- Lana Wood – Plenty O’Toole
- Laurence Naismith(inne języki) – sir Donald Munger
- Desmond Llewelyn – Q
- Bernard Lee – M
- Lois Maxwell – Moneypenny
- Joe Robinson – Peter Franks
- Leonard Barr(inne języki) – Shady Tree
- David Bauer(inne języki) – Morton Sumbler

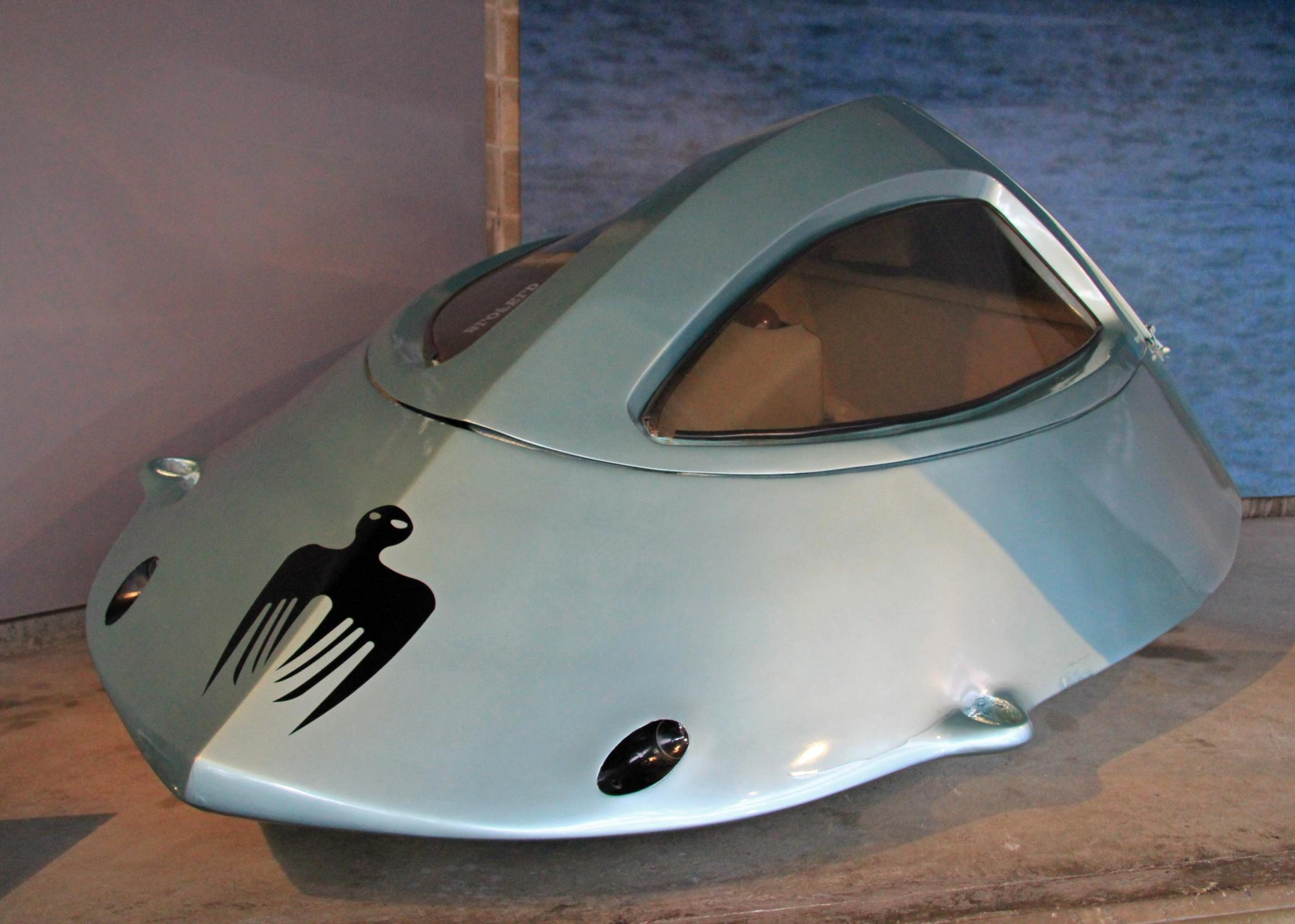
Kapsuła ratunkowa Blofelda w filmie "Diamenty są wieczne"

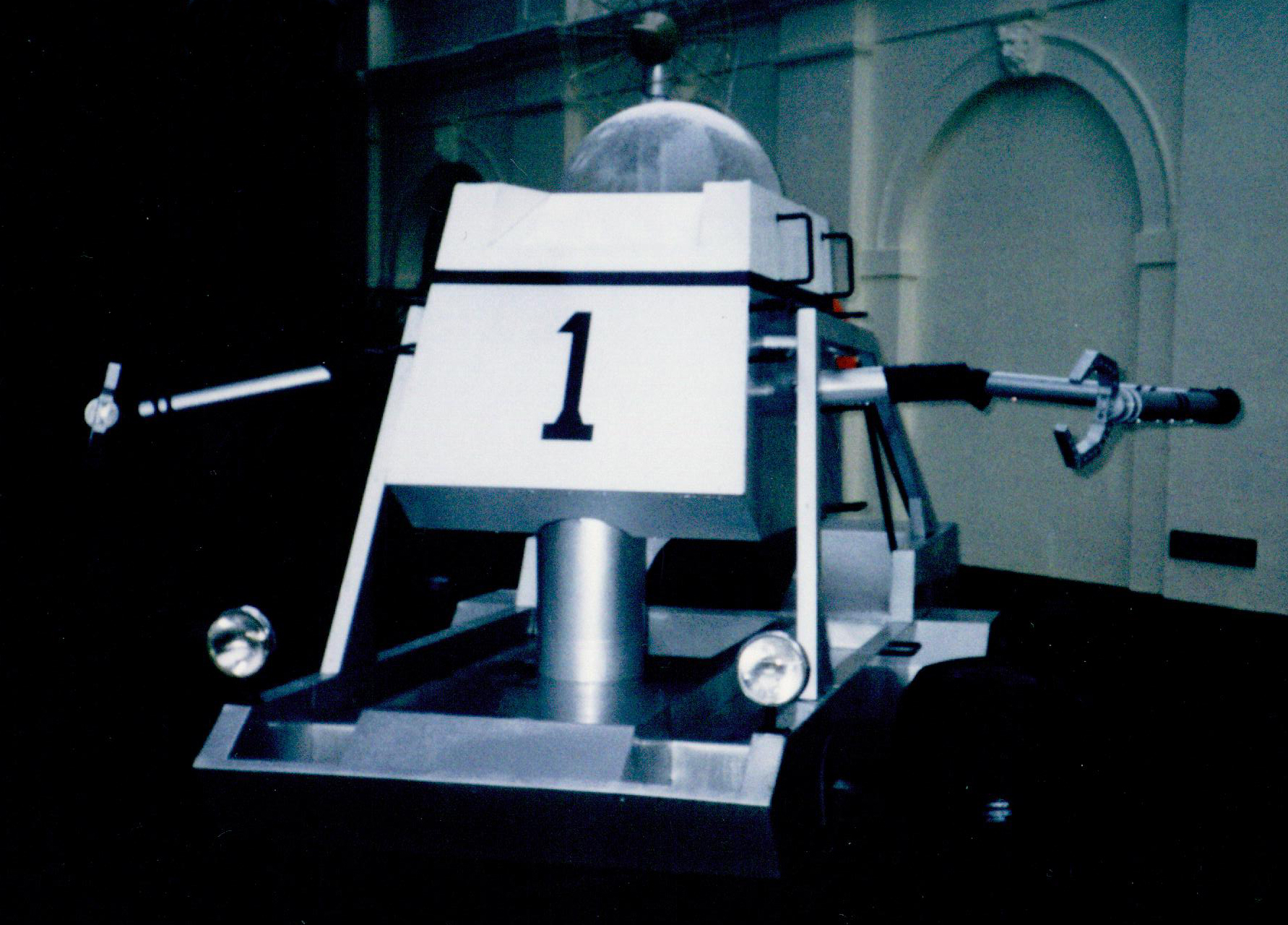
Moonbuggy użyty w filmie

- Michael Valente – pracownik Slumber Inc. #1
- Marc Lawrence – pracownik Slumber Inc. #2
- Sid Haig – pracownik Slumber Inc. #3
- Ed Bishop(inne języki) – Klaus Hergersheimer
- Lola Larson – Bambi
- Trina Parks(inne języki) – Thumper
- George Leech, Bill Morgan, Max Latimer – sobowtóry Blofelda
- Burt Metcalfe(inne języki) – agent Maxwell
- Shane Rimmer(inne języki) – Tom
- Margaret Lacey – pani Whistler
- Henry Rowland – dr Tynan
- Ray Baker – pilot helikoptera
- Denise Perrier – Marie
- Nikki van der Zyl – Marie (głos)
- Roy Hollis – szeryf z Las Vegas
- Jay Sarno – właściciel Zambory
- Neil McCarthy – Zambora przemieniona w goryla
- Larry J. Blake – Water Balloon G
- Gary Dubin – chłopiec
- John Abineri – przedstawiciel linii lotniczych
- Don Messick – spiker w kasynie Circus Circus
- Sammy Davis Jr. – gracz w kasynie (sceny usunięte)
- Connie Mason(inne języki) – dziewczyna w The Whyte House (sceny usunięte)

## Produkcja

### Wstępny rozwój projektu
Twórcy kolejnej części bondowskich przygód postanowili zrewitalizować cykl. Postanowiono powrócić do klimatu znanego z Goldfingera. W związku z tym scenariusz powierzono do napisania Richardowi Maibumowi, za kamerą jako reżyser stanął Guy Hamilton. Po rezygnacji George'a Lazenby’ego, producenci po raz kolejny stanęli przed zadaniem znalezienia odtwórcy roli głównej. Bonda postanowiono w tym filmie unowocześnić i zamerykanizować.

### Casting
W castingu wziął udział m.in. Adam West. John Gavin wygrał casting i podpisał umowę. Początkowo kandydatura Connery’ego nie wchodziła w grę – aktor zarzekł się, że już nigdy nie wróci do roli. Postanowiono zaproponować mu 1,25 mln $. Sean Connery zgodził się na powrót, co odsunęło plany amerykanizacji Bonda. Nie zrezygnowano jednak z USA jako wiodącej lokacji. Zdjęcia miały powstać w całości na terenie studia Universal w Hollywood. Kontrakt z Gavinem zerwano, ale zapłacono mu pełną gażę za rolę. Zatrudniono też drugiego scenarzystę Toma Mankiewicza. Po obsadzeniu roli Wyllarda Whyte’a, którego zagrał piosenkarz z Las Vegas; Jimmy Dean, wszystko było gotowe do rozpoczęcia zdjęć. 

### Zdjęcia

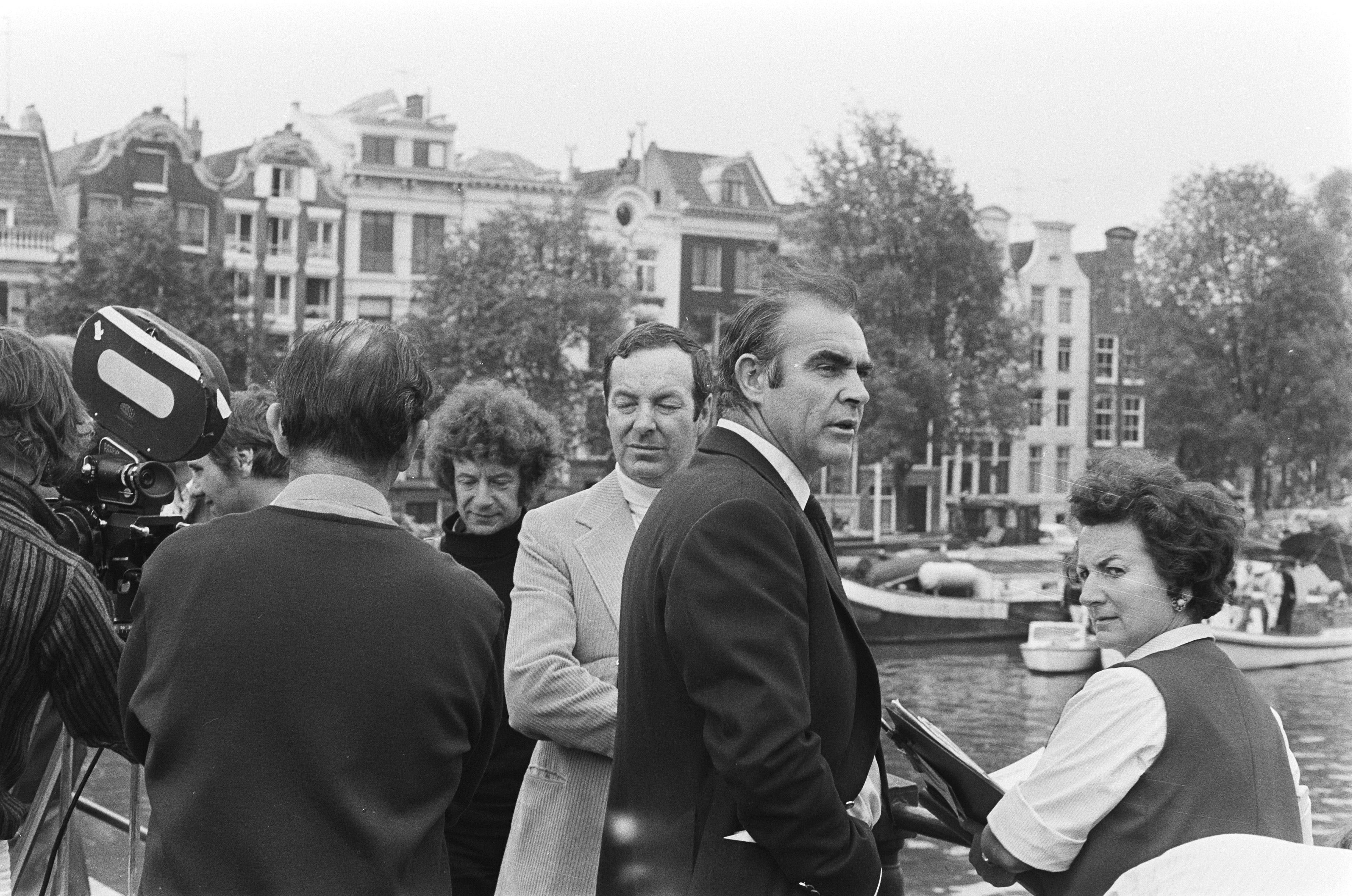
Sean Connery na planie filmu w Amsterdamie

Zdjęcia do filmu kręcono na terenie trzech krajów: USA (stany Kalifornia i Newada), Holandia oraz Wielka Brytania. Do lokalizacji wykorzystanych przez filmowców należały: Dover (angielskie hrabstwo Kent), Amsterdam, Las Vegas, Los Angeles i Palm Springs.
Prace na planie ruszyły 5 kwietnia 1971 roku, na pustyni w Nevadzie nieopodal Las Vegas, potem ekipa przeniosła się do miasta, by nakręcić scenę pościgu samochodowego. W tym celu zamknięto największe ulice miasta. Ogromnym problemem było ujęcie Bonda wjeżdżającego w uliczkę na 2 kołach. Tę sekwencję kręcono przez długie tygodnie z udziałem kaskaderów z USA i Wielkiej Brytanii. Następnie ekipa przeniosła się do fabryki gipsu, by nakręcić sceny w laboratoriach Whyte’a. Stamtąd filmowcy wyruszyli do Palm Springs, by zrealizować sceny w willi Whyte’a zbudowanej wokół skały. U wybrzeży Kalifornii na platformie wiertniczej nakręcono finałowe sekwencje, poza tym ekipa pracowała też krótko w Amsterdamie. W studiach Universalu nakręcono wnętrza. Ostatnią nakręconą sceną była ta w domu pogrzebowym. Zdjęcia do filmu ukończono w piątek 13 sierpnia 1971 roku – był to dzień, w którym wygasał kontrakt Seana Connery’ego.

## Odniesienia w kulturze popularnej
- Pan Tur i Pan Mors, złoczyńcy z serialu animowanego Kryptonim: Klan na drzewie, są parodiami pana Winta i pana Kidda[11].
- Bambi Wint i Thumper Kidd z Sexlisty 101 są nawiązaniem do pana Winta, pana Kidda, Bambi i Thumper[12].
- Sklep jubilerski Wint & Kidd Jewellers London nazwał się na cześć pana Winta i pana Kidda w nawiązaniu do zbieżności tytułu filmu i oferowanych usług[13].